# Saint-Laurent-sur-Gorre
Pour les articles homonymes, voir Saint-Laurent et Gorre (homonymie).
Saint-Laurent-sur-Gorre est une commune française située dans le département de la Haute-Vienne en région Nouvelle-Aquitaine.
Elle est intégrée au parc naturel régional Périgord Limousin.

## Géographie

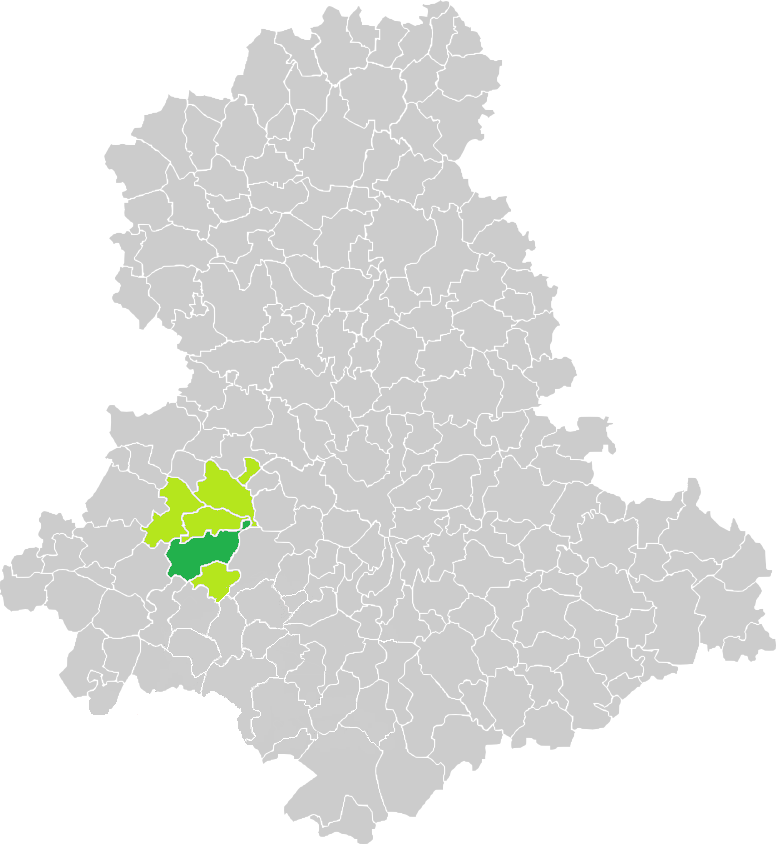
Situation de la commune de Saint-Laurent-sur-Gorre en Haute-Vienne.

Commune chef-lieu de canton de l'arrondissement de Rochechouart. Altitude moyenne : 275 m.

### Communes limitrophes
Les communes limitrophes sont Champagnac-la-Rivière, Champsac, Cognac-la-Forêt, Gorre, Oradour-sur-Vayres, Saint-Auvent, Saint-Cyr et Séreilhac.
| Saint-Auvent          | Saint-Cyr               | Cognac-la-Forêt |
| Oradour-sur-Vayres    | Saint-Laurent-sur-Gorre | Séreilhac       |
| Champagnac-la-Rivière | Champsac                | Gorre           |

### Climat
Pour des articles plus généraux, voir Climat de la Nouvelle-Aquitaine et Climat de la Haute-Vienne.
Historiquement, la commune est exposée à un climat océanique limousin.  
En 2020, Météo-France publie une typologie des climats de la France métropolitaine dans laquelle la commune est exposée à un climat océanique altéré et est dans une zone de transition entre les régions climatiques « Poitou-Charentes » et « Ouest et nord-ouest du Massif Central »0.
Pour la période 1971-2000, la température annuelle moyenne est de 11,6 °C, avec une amplitude thermique annuelle de 14,8 °C. Le cumul annuel moyen de précipitations est de 1 007 mm, avec 13,1 jours de précipitations en janvier et 7,8 jours en juillet. Pour la période 1991-2020, la température moyenne annuelle observée sur la station météorologique la plus proche, située sur la commune de Champagnac-la-Rivière à 8 km à vol d'oiseau, est de 11,5 °C et le cumul annuel moyen de précipitations est de 1 189,6 mm,. Pour l'avenir, les paramètres climatiques de la commune estimés pour 2050 selon différents scénarios d’émission de gaz à effet de serre sont consultables sur un site dédié publié par Météo-France en novembre 2022.

## Urbanisme

### Typologie
Au 1er janvier 2024, Saint-Laurent-sur-Gorre est catégorisée commune rurale à habitat dispersé, selon la nouvelle grille communale de densité à sept niveaux définie par l'Insee en 2022.
Elle est située hors unité urbaine. Par ailleurs la commune fait partie de l'aire d'attraction de Limoges, dont elle est une commune de la couronne,. Cette aire, qui regroupe 127 communes, est catégorisée dans les aires de 200 000 à moins de 700 000 habitants,.

### Occupation des sols
L'occupation des sols de la commune, telle qu'elle ressort de la base de données européenne d’occupation biophysique des sols Corine Land Cover (CLC), est marquée par l'importance des territoires agricoles (76,1 % en 2018), une proportion sensiblement équivalente à celle de 1990 (75,8 %). La répartition détaillée en 2018 est la suivante : 
prairies (41,5 %), zones agricoles hétérogènes (34,6 %), forêts (21,6 %), zones urbanisées (2,3 %). L'évolution de l’occupation des sols de la commune et de ses infrastructures peut être observée sur les différentes représentations cartographiques du territoire : la carte de Cassini (XVIIIe siècle), la carte d'état-major (1820-1866) et les cartes ou photos aériennes de l'IGN pour la période actuelle (1950 à aujourd'hui).

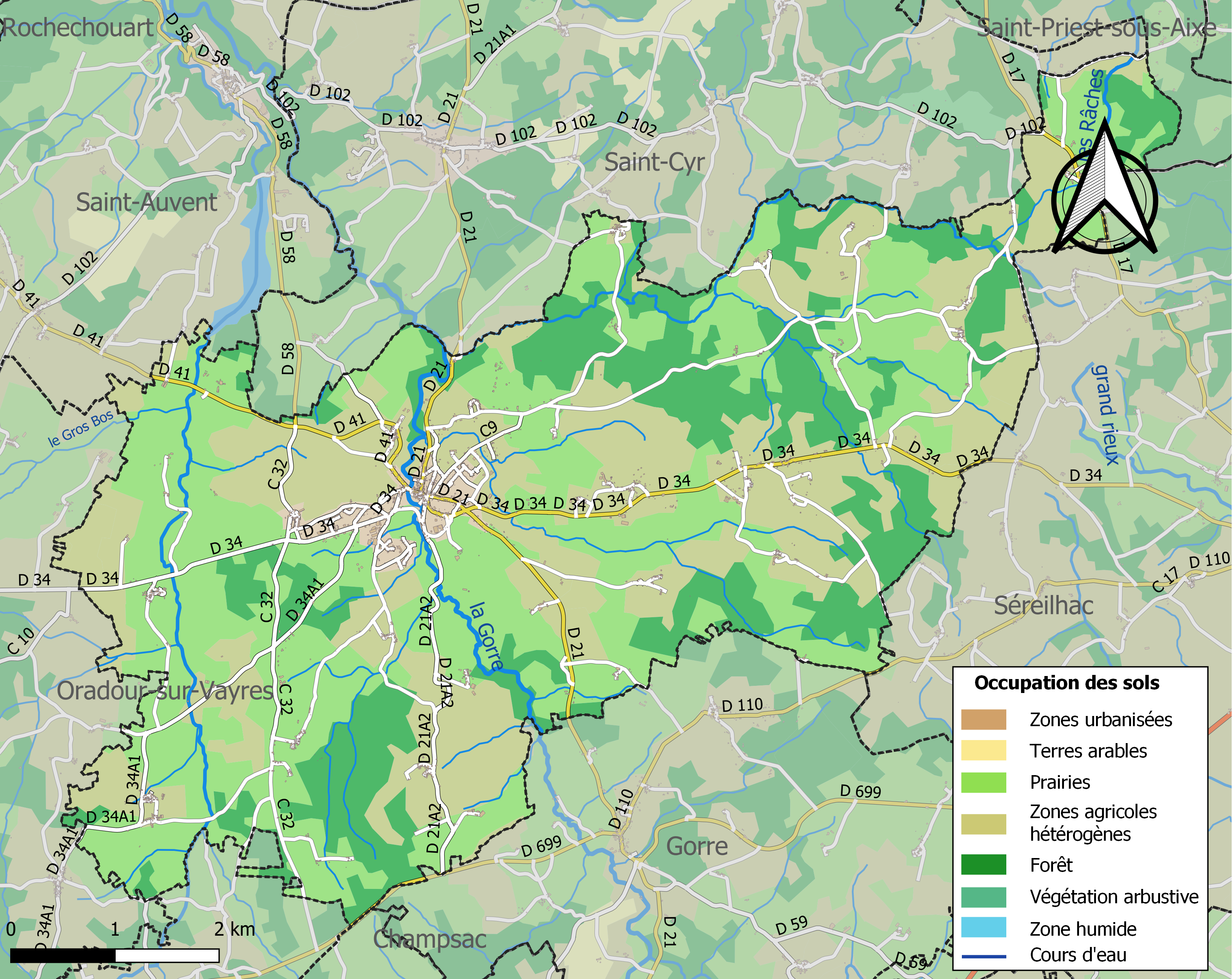
Carte des infrastructures et de l'occupation des sols de la commune en 2018 (CLC).

### Risques majeurs
Le territoire de la commune de Saint-Laurent-sur-Gorre est vulnérable à différents aléas naturels : météorologiques (tempête, orage, neige, grand froid, canicule ou sécheresse) et séisme (sismicité faible). Il est également exposé à un risque particulier : le risque de radon. Un site publié par le BRGM permet d'évaluer simplement et rapidement les risques d'un bien localisé soit par son adresse soit par le numéro de sa parcelle.

#### Risques naturels

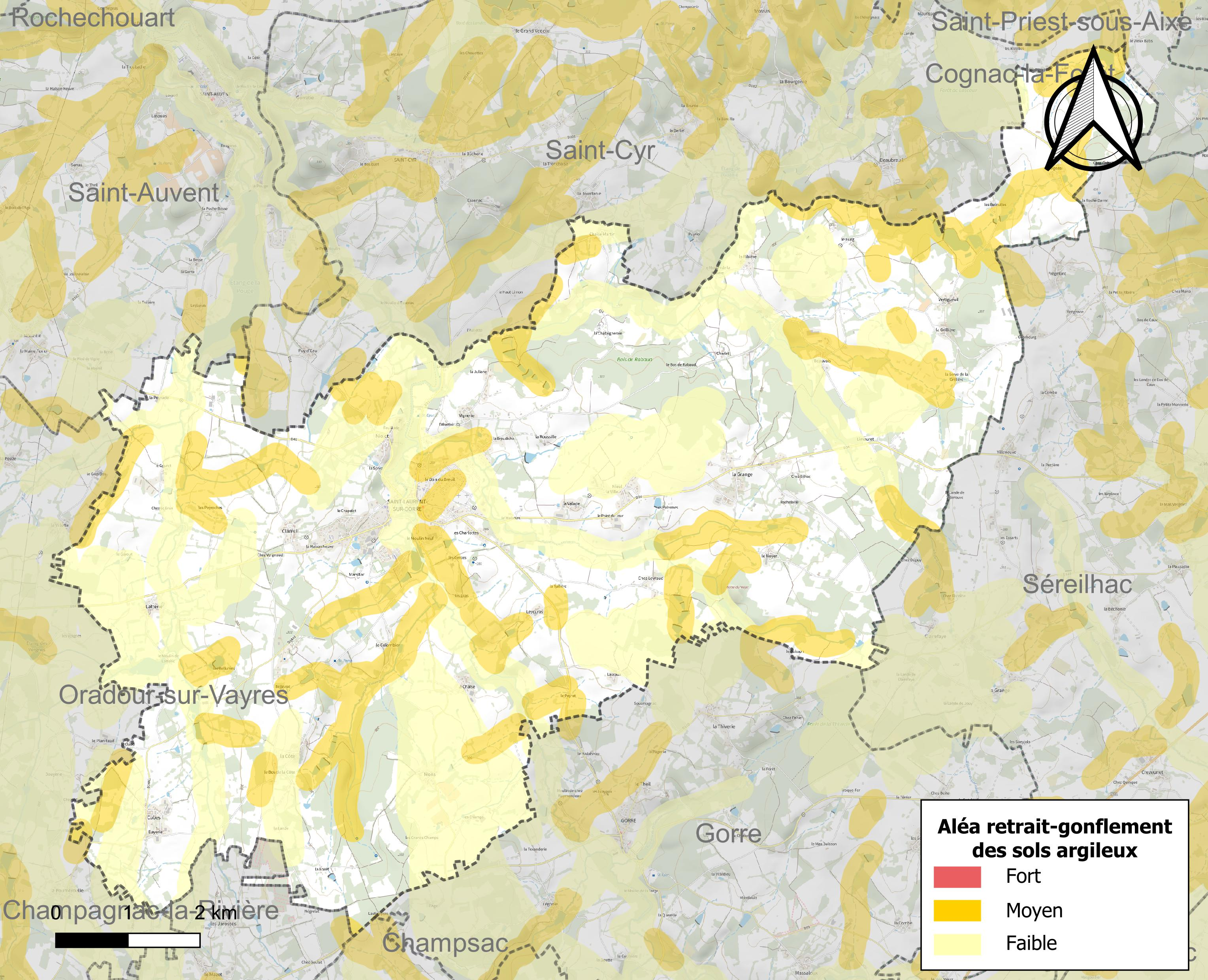
Carte des zones d'aléa retrait-gonflement des sols argileux de Saint-Laurent-sur-Gorre.

Le retrait-gonflement des sols argileux est susceptible d'engendrer des dommages importants aux bâtiments en cas d’alternance de périodes de sécheresse et de pluie. 20,1 % de la superficie communale est en aléa moyen ou fort (27 % au niveau départemental et 48,5 % au niveau national métropolitain). Depuis le 1er octobre 2020, en application de la loi ÉLAN, différentes contraintes s'imposent aux vendeurs, maîtres d'ouvrages ou constructeurs de biens situés dans une zone classée en aléa moyen ou fort,.
La commune a été reconnue en état de catastrophe naturelle au titre des dommages causés par les inondations et coulées de boue survenues en 1982 et 1999 et par des mouvements de terrain en 1999.

#### Risque particulier
Dans plusieurs parties du territoire national, le radon, accumulé dans certains logements ou autres locaux, peut constituer une source significative d’exposition de la population aux rayonnements ionisants. Selon la classification de 2018, la commune de Saint-Laurent-sur-Gorre est classée en zone 3, à savoir zone à potentiel radon significatif.

## Histoire
Plusieurs monuments mégalithiques attestent de l'occupation du territoire de la commune dès le néolithique.
Saint-Laurent a été dès le milieu du XIVe siècle le siège d'une prévôté relevant de Limoges, comme la cure de l'abbaye de Saint-Martial. La paroisse était desservie par une communauté de prêtres.
Saint-Laurent possédait également une maladrerie de lépreux appelée la Malatie, placée sous le patronage de saint Mathurin.
La seigneurie de Saint-Laurent a appartenu primitivement à la maison de Rochechouart. Au XVIe siècle, elle passa à la famille de Bermondet, puis au XVIIe siècle aux familles de Singareau, Marbaut, puis Gaschon et Sacriste. À la fin du XVIIe siècle, la seigneurie de Saint-Laurent comprenait entre autres le château, trois moulins, plusieurs étangs, le droit de pêche dans la Gorre, et la forêt de Marcillac.
Au milieu du XVIIIe siècle, la seigneurie de Saint-Laurent fut acquise par Antoine de Léonard de Fressanges, écuyer, seigneur de Saint-Cyr et Puydeau. A la fin du siècle, elle passa par mariage au comte des Roys.
Avant la Révolution, Saint-Laurent-sur-Gorre était  une paroisse de l'ancien diocèse de Limoges, dans l'archiprêtré de Nontron. Elle relevait du gouvernement du Poitou (généralité de Poitiers, élection de Confolens, sénéchaussée de Montmorillon).

### Passé ferroviaire du village

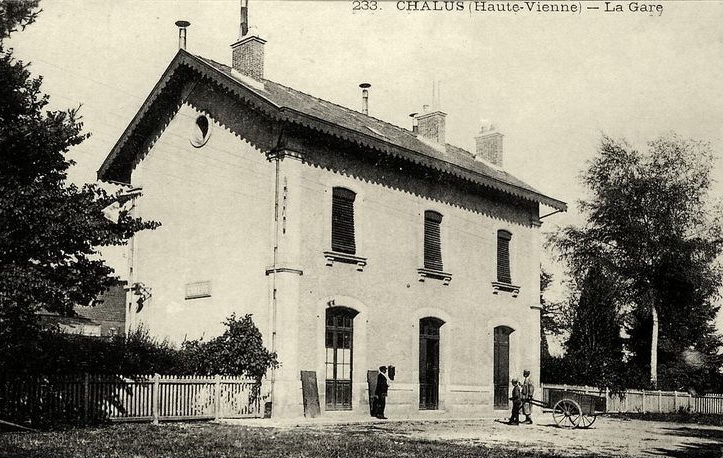
La gare de Châlus vers 1910.
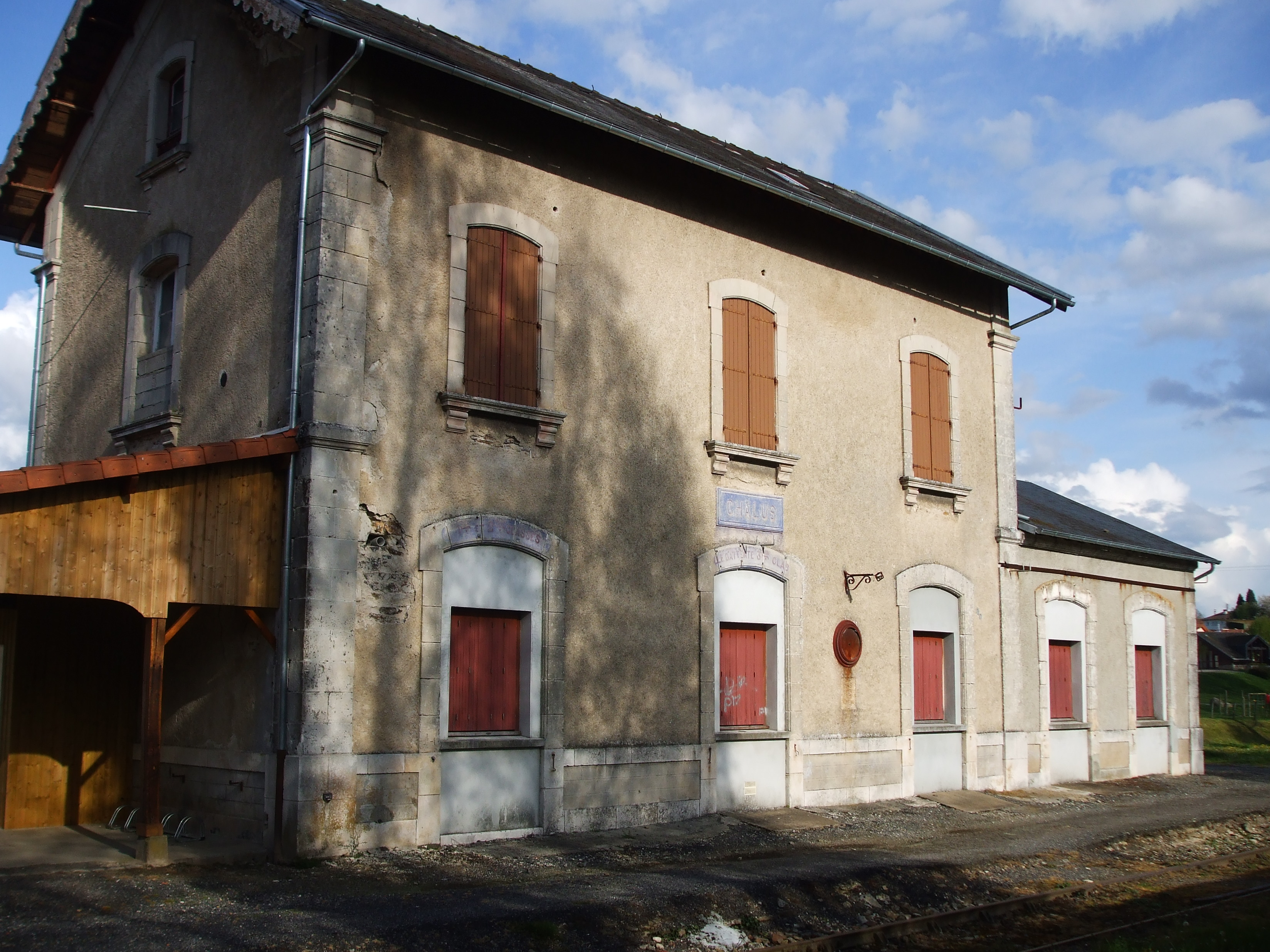
L'ancienne gare de Châlus de nos jours.
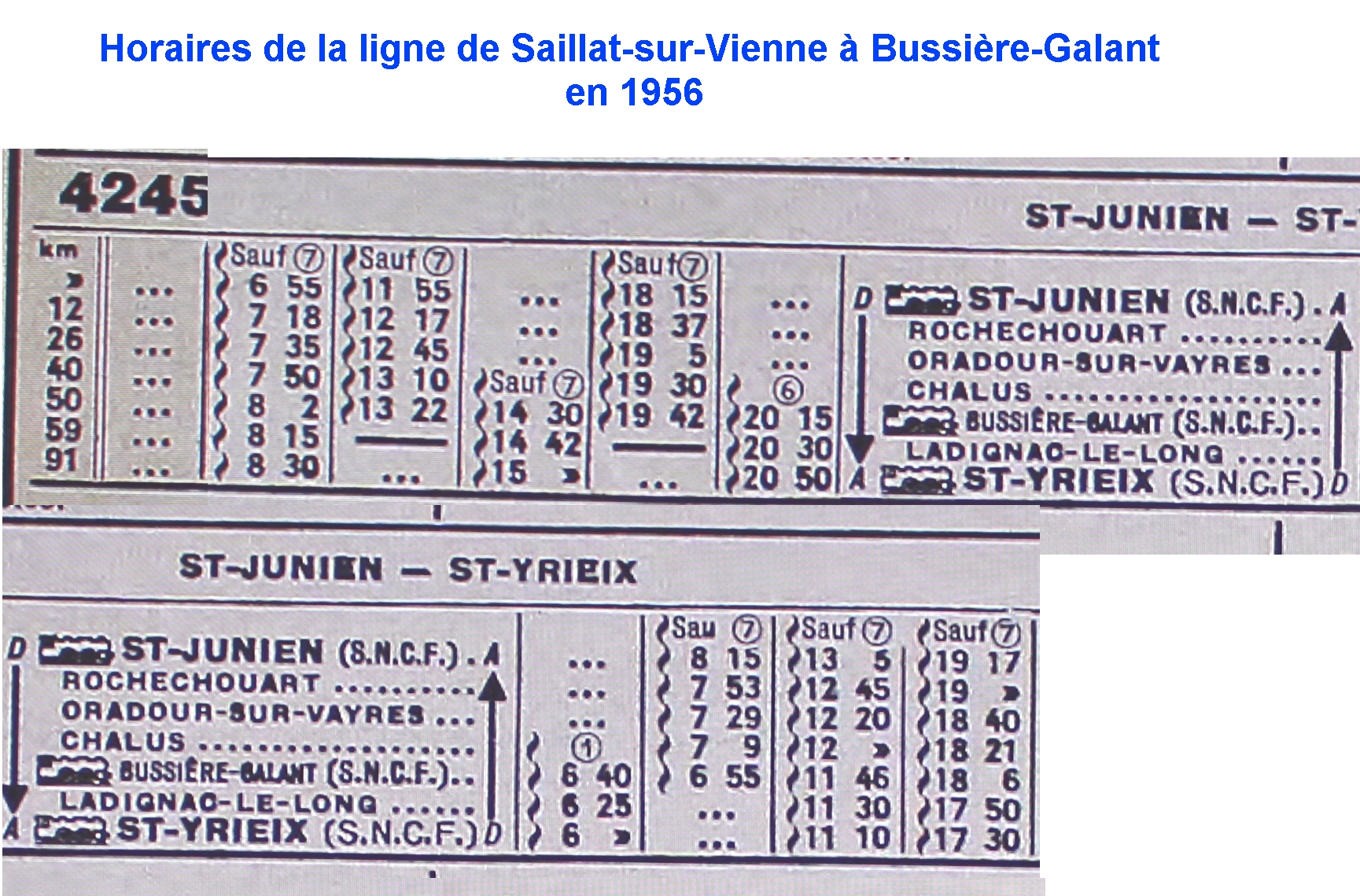
Horaire de la ligne en 1956.

De 1880 à 1996, la commune de Châlus a été traversée par la ligne de chemin de fer de Saillat-sur-Vienne à Bussière-Galant, qui, venant de Champsac se dirigeait ensuite vers la gare de Bussière-Galant.
A l' époque où le chemin de fer était le moyen de déplacement le plus pratique, cette ligne connaissait un important trafic de passagers et de marchandises. 
	Avec l'amélioration des routes et le développement du transport automobile, le trafic ferroviaire a périclité et la ligne a été fermée aux voyageurs en 1940. Le trafic de marchandises a continué jusqu'en 1996, date à laquelle la ligne a été déclassée. Quelques tronçons de l'ancienne ligne subsistent encore de nos jours : ils sont utilisés comme sentier de randonnée et surtout par le Vélorail de Bussière-Galant à Châlus.
De 1908 à 1948, la commune a également été située sur la ligne 1 des chemins de fer départementaux de la Haute-Vienne allant de Limoges à Saint-Mathieu pour se terminer à Rochechouart.

## Politique et administration

### Jumelages
Weihenzell (Allemagne), dans l'arrondissement d'Ansbach, et le district de Moyenne-Franconie, en Bavière.

## Population et société

### Démographie
L'évolution du nombre d'habitants est connue à travers les recensements de la population effectués dans la commune depuis 1793. Pour les communes de moins de 10 000 habitants, une enquête de recensement portant sur toute la population est réalisée tous les cinq ans, les populations de référence des années intermédiaires étant quant à elles estimées par interpolation ou extrapolation. Pour la commune, le premier recensement exhaustif entrant dans le cadre du nouveau dispositif a été réalisé en 2005.

En 2022, la commune comptait 1 391 habitants, en évolution de −6,64 % par rapport à 2016 (Haute-Vienne : −0,68 %, France hors Mayotte : +2,11 %).
| 1793  | 1800  | 1806  | 1821  | 1831  | 1836  | 1841  | 1846  | 1851  |
| ----- | ----- | ----- | ----- | ----- | ----- | ----- | ----- | ----- |
| 2 189 | 2 365 | 2 191 | 2 400 | 2 619 | 2 580 | 2 665 | 2 780 | 2 552 |

| 1856  | 1861  | 1866  | 1872  | 1876  | 1881  | 1886  | 1891  | 1896  |
| ----- | ----- | ----- | ----- | ----- | ----- | ----- | ----- | ----- |
| 2 569 | 2 360 | 2 508 | 2 503 | 2 422 | 2 559 | 2 585 | 2 651 | 2 680 |

| 1901  | 1906  | 1911  | 1921  | 1926  | 1931  | 1936  | 1946  | 1954  |
| ----- | ----- | ----- | ----- | ----- | ----- | ----- | ----- | ----- |
| 2 536 | 2 601 | 2 542 | 2 226 | 2 098 | 2 010 | 2 004 | 1 764 | 1 614 |

| 1962  | 1968  | 1975  | 1982  | 1990  | 1999  | 2005  | 2006  | 2010  |
| ----- | ----- | ----- | ----- | ----- | ----- | ----- | ----- | ----- |
| 1 529 | 1 356 | 1 344 | 1 440 | 1 547 | 1 422 | 1 448 | 1 480 | 1 393 |

| 2015  | 2020  | 2022  | - | - | - | - | - | - |
| ----- | ----- | ----- | - | - | - | - | - | - |
| 1 483 | 1 409 | 1 391 | - | - | - | - | - | - |

## Culture locale et patrimoine

### Lieux et monuments
- Église Saint-Laurent de Saint-Laurent-sur-Gorre : c'est un édifice composite doté d'un chœur en abside et d'un transept de l'époque romane (XIe-XIIe siècles), dont la croisée supporte un clocher carré. Les deux travées de la nef voûtées d'ogive sont de style gothique (XVe siècle). Deux chapelles latérales d'époque indéterminée complètent le sanctuaire, de part et d'autre du chœur. L'édifice a été classé au titre des monuments historique en 1980[25].
- Château de Bermondet : le château actuel est une construction de l'époque moderne (XVIe-XVIIe siècles) de plan rectangulaire, marquant la limite méridionale du bourg, dominant la vallée de la Gorre. Sa façade sud conserve à ses extrémités la base de deux échauguettes de plan carré. La façade opposée, côté cour, présente en son centre un pavillon carré faisant face à un pigeonnier-porche.
- Château de Feuillade : composé de deux ailes d'habitation en L et d'une tour-escalier ronde, il appartenait aux XVIe et XVIIe siècles à la famille de Saint-Laurent, passa ensuite à la famille du Soulier puis à celle de Ribeyreix et enfin à la famille des comtes de Brie.
- Dolmen dit Pierre Levée ou Dolmen de la Côte.
- Le menhir de Leycuras a aujourd'hui disparu.

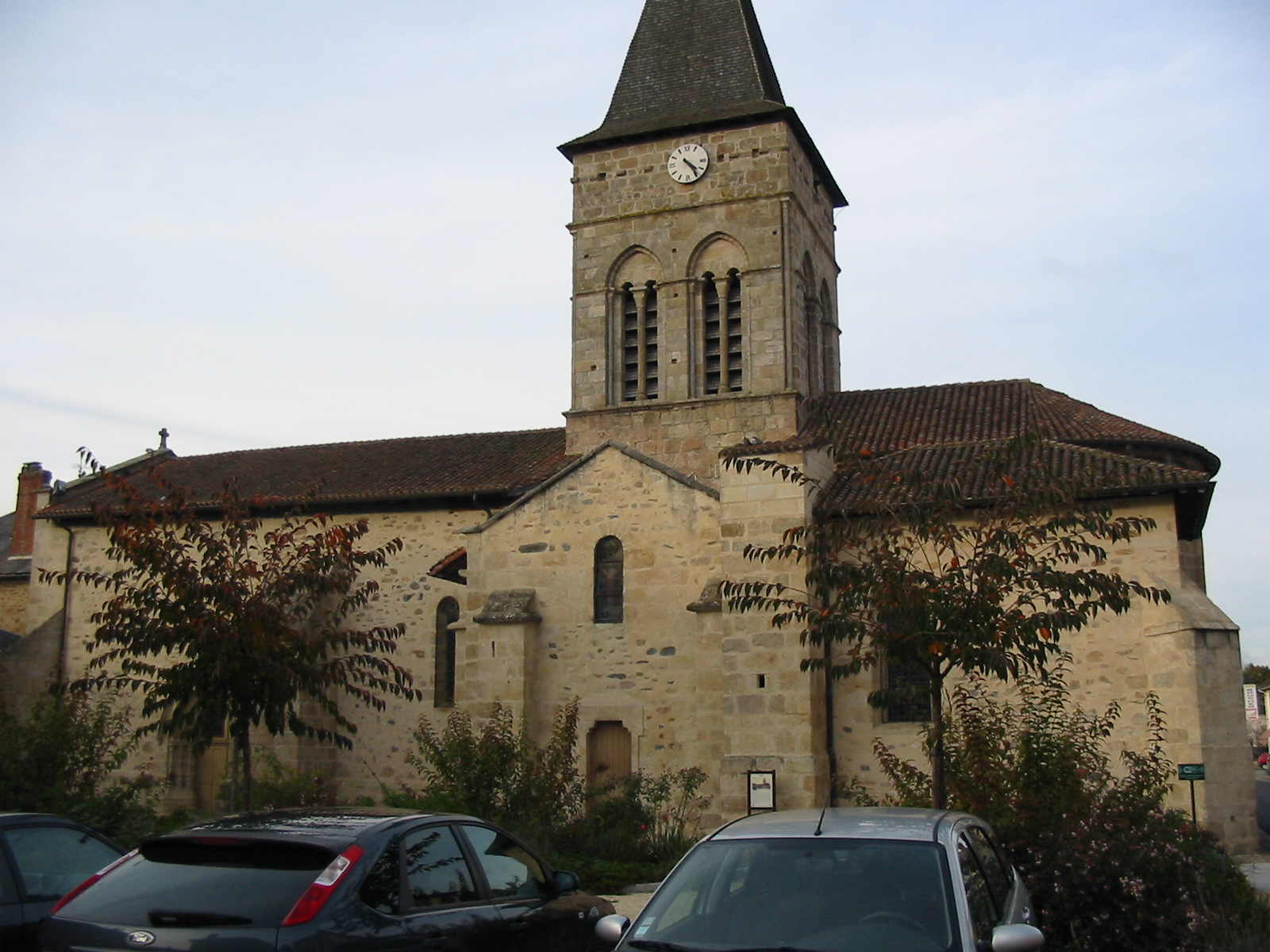
L'église.
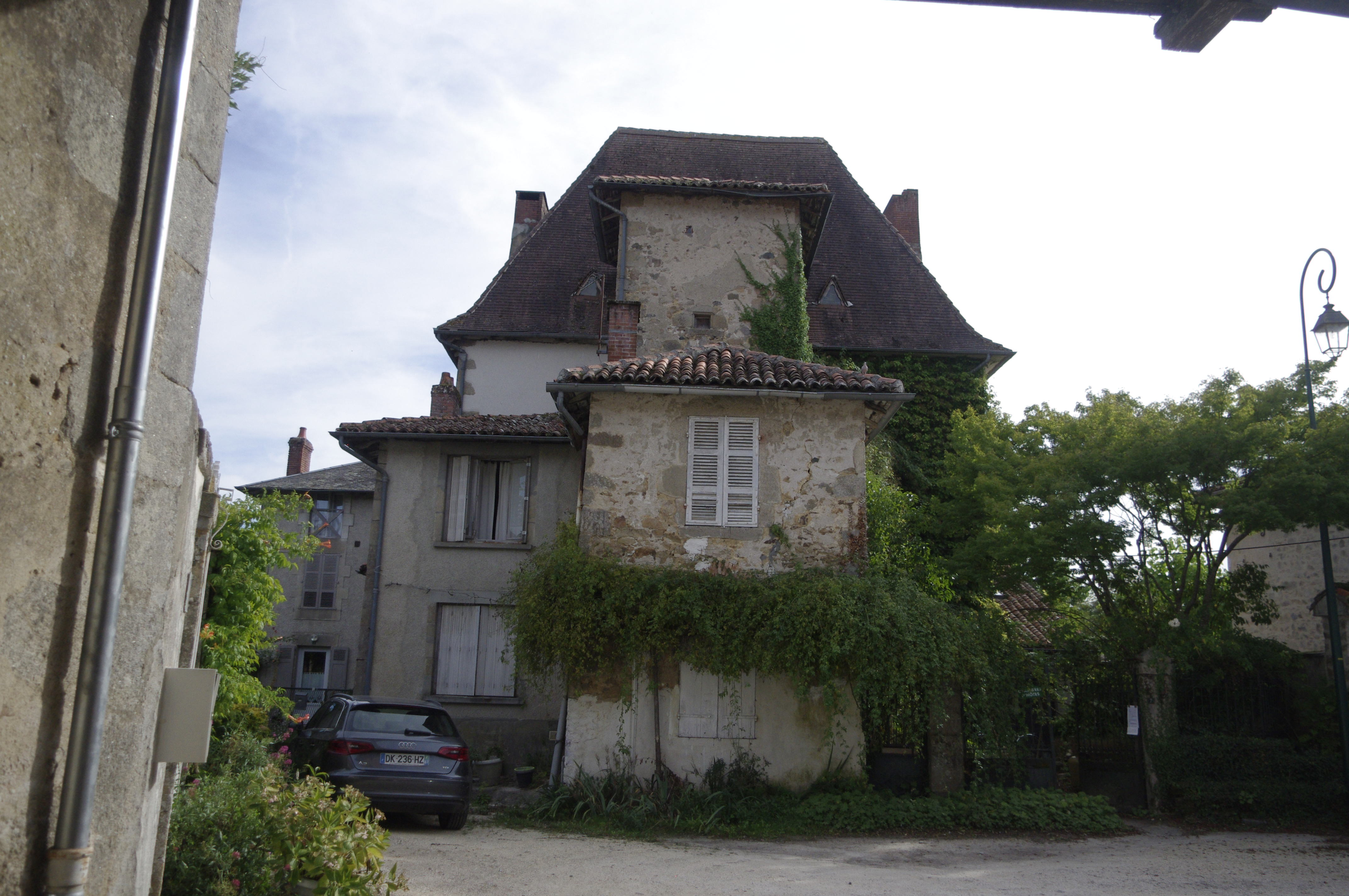
Château des Bermondet.
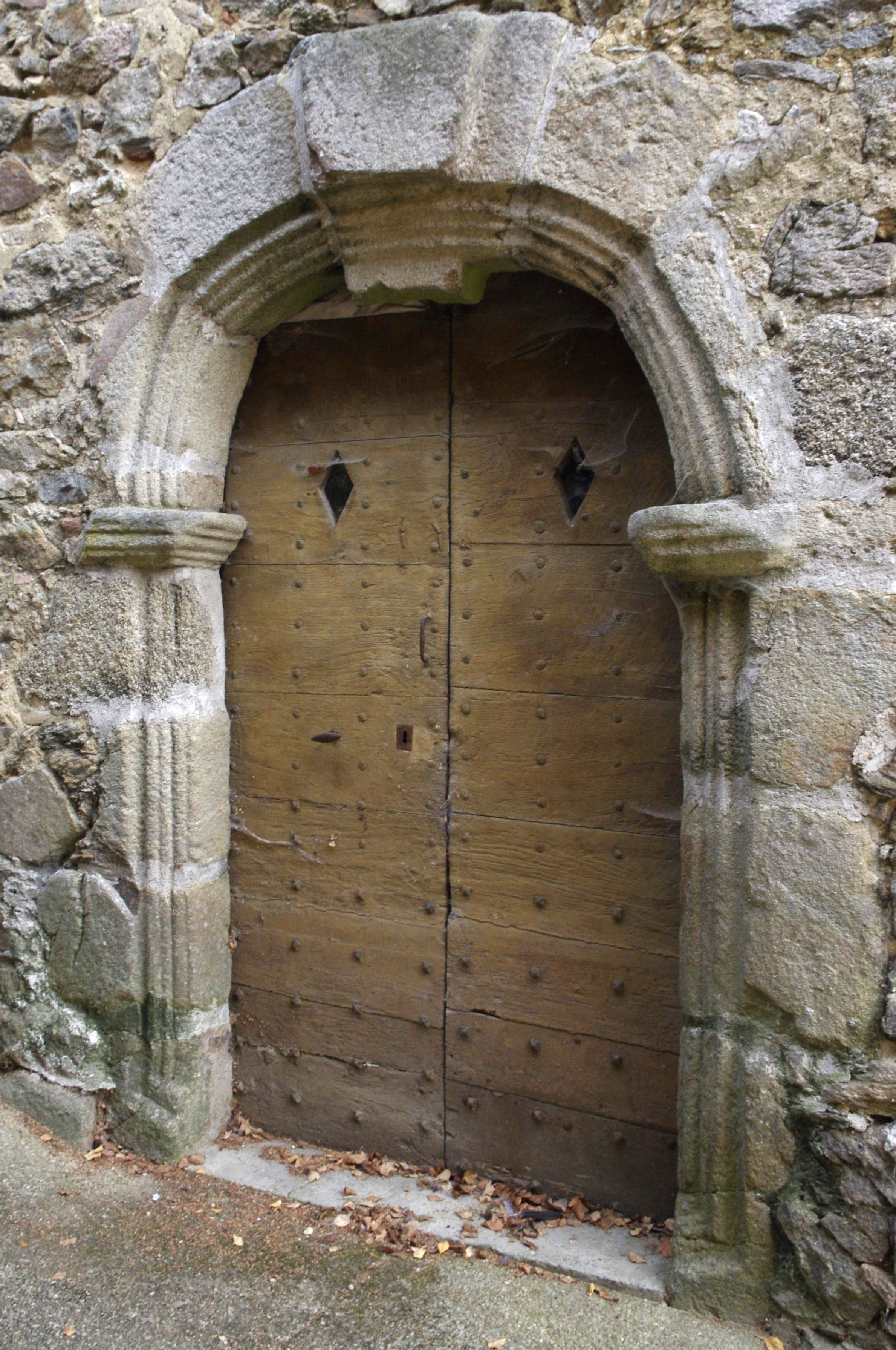
Porte d'une maison du XVIIe siècle.
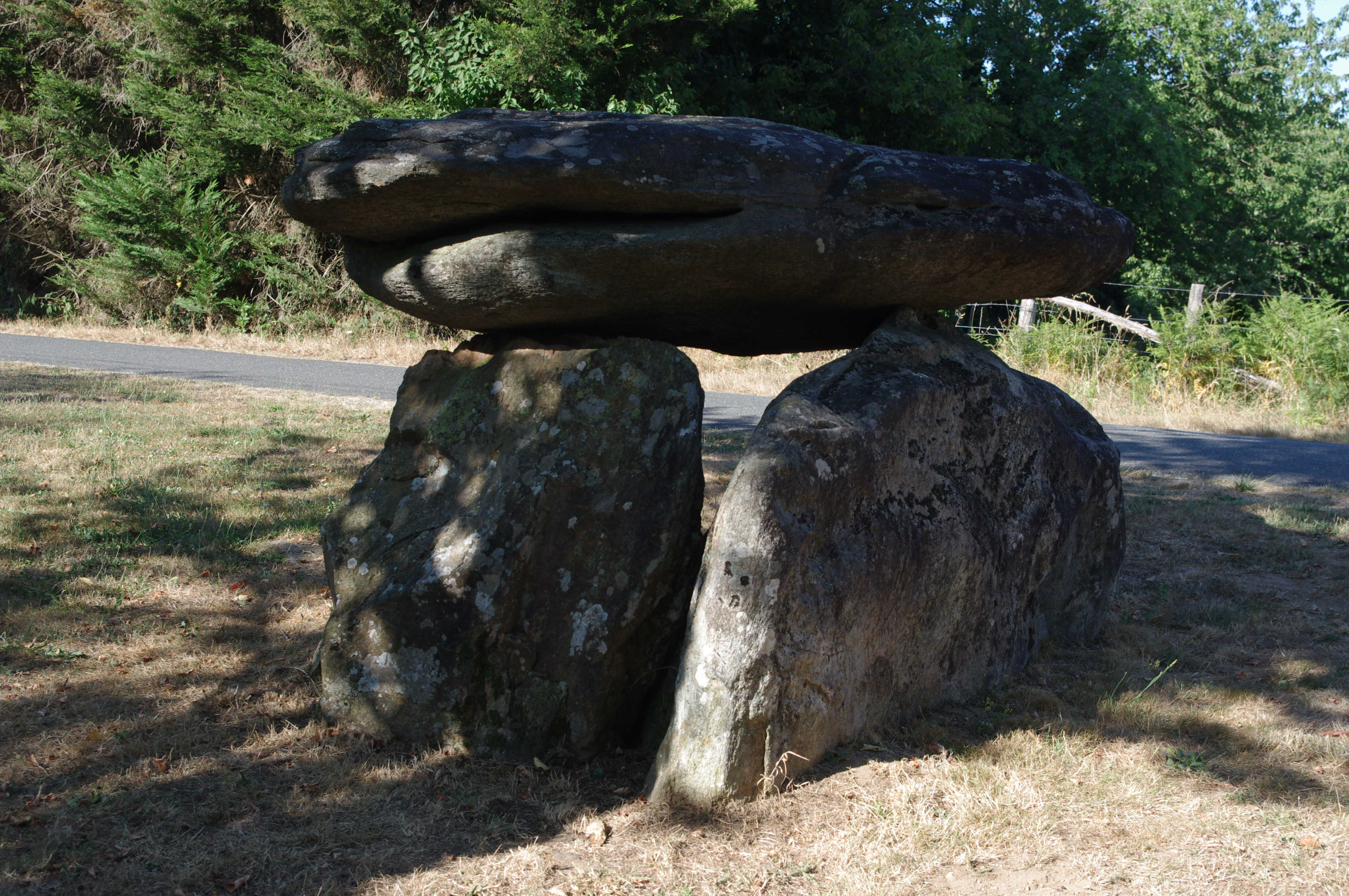
Dolmen de la Côte.

### Étape
Le GR 4 qui va de Royan à Grasse traverse la commune. Il est commun avec le GR 654, chemin de Saint-Jacques (voie de Vézelay).

### Personnalités liées à la commune
- Jacky Durand, cycliste professionnel, vécut à Saint-Laurent-sur-Gorre.
- Louis Descubes, né le 2 mars 1887 à Saint-Laurent-sur-Gorre et décédé le 15 avril 1935 à Saint-Laurent-sur-Gorre, homme politique français, fut maire de Saint-Laurent-sur-Gorre de 1919 à 1935.
- Eugène Nicolas, né le 8 décembre 1879 à Champsac et mort le 26 février 1965 à Champsac, homme politique français, avait habité ici.
- Pascal Margat, peintre parisien, descendant du général Kléber, né le 5 février 1965 à Saint-Laurent-sur-Gorre.

### Héraldique
| Blason de Saint-Laurent-sur-Gorre | Blason  | D'azur au lion cousu de gueules, armé, lampassé et couronné d'or, accompagné de huit fleurs de lis du même, quatre de chaque côté ordonnée en orle. |
| Blason de Saint-Laurent-sur-Gorre | Détails | |